# Chamyna homichlodes
Chamyna homichlodes är en fjärilsart som beskrevs av Jacob Hübner 1806. Chamyna homichlodes ingår i släktet Chamyna och familjen nattflyn. Inga underarter finns listade i Catalogue of Life.